# コテニウス・メダル
コテニウス・メダル（Cothenius-Medaille）は、ドイツの国立科学アカデミー・レオポルディーナが、特に顕著な業績を上げた会員に授与する科学の賞。1792年に創設された。

## 受賞者
- 1792年: Cornelius Johann Voss, Georg von Wedekind, Gerhard Anton Gramberg
- 1795年: Christoph Wilhelm Hufeland
- 1800年: Franz Justus Frenzel, Heinrich Cotta
- 1806年: クリストフ・ヴィルヘルム・フーフェラント, Carl Christoph Friedrich von Jäger
- 1861年: Johann Ernst Falke
- 1864年: エルンスト・ヘッケル
- 1876年: Wilhelm Haarmann, グスタフ・キルヒホフ, ジョヴァンニ・スキアパレッリ, Fridolin von Sandberger, フェルディナント・ティーマン, アウグスト・アイヒラー, アウグスト・ヴァイスマン, Alexander Ecker, カール・ルートヴィヒ
- 1877年: ジョゼフ・リスター
- 1878年: ヨハン・ギルデン
- 1879年: ヴィルヘルム・ヴェーバー
- 1880年: アウグスト・ミカエリス, フリードリヒ・ヴェーラー, ハインリヒ・ゲッパート
- 1881年: ヨアヒム・バランデ
- 1882年: ナタネール・プリングスハイム
- 1883年: Franz Eilhard Schulze
- 1884年: Rudolf Heidenhain
- 1885年: Ludwig Lindenschmit der Ältere
- 1886年: アドルフ・クスマウル
- 1887年: カール・ワイエルシュトラス
- 1888年: Julius von Hann
- 1889年: オットー・ヴァラッハ
- 1890年: ディオニーズ・シュトゥール
- 1891年: メルヒオール・トロープ
- 1892年: Gustaf Magnus Retzius
- 1893年: アドルフ・オイゲン・フィック
- 1894年: Karl von den Steinen, ハンス・ブルノ・ガイニッツ
- 1895年: Heinrich Ernst Beyrich
- 1895年: シャルル・ルイ・アルフォンス・ラヴラン
- 1896年: Robert von Sterneck
- 1897年: Georg Quincke, アルベルト・フォン・ケリカー
- 1898年: エミール・フィッシャー
- 1899年: フェルディナント・ツィルケル
- 1900年: ジョセフ・ダルトン・フッカー
- 1901年: Carl Gegenbaur, ルドルフ・ルートヴィヒ・カール・フィルヒョウ
- 1903年: イワン・パブロフ
- 1904年: Alexander Supan
- 1905年: Ernst von Leyden
- 1906年: Georg von Neumayer, ダフィット・ヒルベルト
- 1907年: Wilhelm von Bezold
- 1908年: Daniel Vorländer
- 1909年: Viktor Uhlig
- 1910年: ヴィルヘルム・ペッファー
- 1911年: Carl Chun
- 1912年: Robert Tigerstedt
- 1913年: Leonhard Schultze-Jena
- 1914年: エミール・アブデルハルデン
- 1916年: ヴィルヘルム・フォン・ヴァルダイエル＝ハルツ
- 1922年: Albert Wangerin
- 1925年: アルブレヒト・ペンク, フーゴー・エッケナー, スヴェン・ヘディン
- 1934年: Johannes Weigelt
- 1935年: ハンス・シュペーマン, Otfried Foerster
- 1937年: Armin Tschermak-Seysenegg, Dante de Blasi, Eugen Fischer, ジョージ・バーシャー, Franz Volhard, Max Le Blanc, Paul Uhlenhuth, リヒャルト・クーン, Robert von Ostertag
- 1938年: エーリヒ・フォン・チェルマク
- 1939年: Alfred Vogt
- 1941年: Georg Sticker
- 1943年: Hermann Rein
- 1944年: オットー・ハーン
- 1953年: Karl Wilhelm Jötten
- 1959年: ピョートル・カピッツァ
- 1960年: Kurt Mothes, ジョン・C・エックルス
- 1961年: Max Bürger
- 1964年: Wolfgang von Buddenbrock-Hettersdorff
- 1965年: Hans-Hermann Bennhold, Ernst Derra
- 1966年: アーチボルド・ヒル
- 1967年: Karl Lohmann, Wladimir Alexandrowitsch Engelhardt
- 1969年: ヘルムート・ハッセ, B・L・ファン・デル・ヴェルデン, パヴェル・アレクサンドロフ
- 1971年: フリードリッヒ・フント, Otto Kratky
- 1972年: Erwin Reichenbach
- 1973年: アルブレヒト・ウンゼルト
- 1974年: ヴィクトル・アンバルツミャン
- 1975年: エルンスト・ルスカ, イリヤ・プリゴジン
- 1977年: Wolfgang Gentner, Arnold Graffi
- 1980年: Peter Friedrich Matzen, Wilhelm Jost
- 1983年: Erna Lesky, ヴォルフ・フォン・エンゲルハート
- 1985年: ヘルマン・フローン, コンラート・ツーゼ
- 1987年: Rostislaw Kaischew, Adolf Watznauer
- 1989年: ハインツ・ベートゲ, Juergen Tonndorf, ベルンハルト・カッツ
- 1991年: アルバート・エッシェンモーザー, Heinz Röhrer
- 1993年: Bernhard Hassenstein, Wolfgang Gerok
- 1995年: Dietrich Schneider, Gottfried Möllenstedt, Wilhelm Doerr
- 1997年: Otto Braun-Falco, フリードリッヒ・ヒルツェブルフ
- 1999年: Rudolf Rott, Dorothea Kuhn
- 2000年: Hans Mohr
- 2001年: Leopold Horner, Heinz Jagodzinski
- 2003年: Ernst J. M. Helmreich, Benno Parthier, Andreas Oksche
- 2005年: Hans Günter Schlegel, Alfred Gierer
- 2007年: Klaus Wolff, Sigrid Peyerimhoff
- 2009年: Karl Decker, Eduard Seidler
- 2011年: Bert Hölldobler, Anna M. Wobus, Ulrich Wobus
- 2013年: Gunter S. Fischer, Wolf Singer
- 2015年: Herbert Gleiter, Otto Ludwig Lange
- 2017年: Fritz Melchers, Joachim Trümper
- 2019年: Klaus Müllen, Walter Neupert
- 2021年: Rudolf K. Thauer, Werner Kühlbrandt
- 2023年: Jürgen Troe
- 2024年: Roger Goody

## 参照
- Cothenius-Medaille